# Anacis ignifera
Anacis ignifera là một loài tò vò trong họ Ichneumonidae.